# ديان زيفكوفيتش
ديان زيفكوفيتش هو لاعب كرة قدم صربي في مركز الهجوم، ولد في 19 أغسطس 1979 في بلغراد في صربيا. لعب مع نادي أو إف كيه بيوغراد ونادي بارتيزان.